# Riedisheim
Riedisheim je občina v departmaju Haut-Rhin francoske regije Alzacija.
Leta 1990 je v občini živelo 11 868 oseb oz. 1,705 oseb/km².